# 劉澤熙
劉澤熙（？—？）湖南善化人，清末官员。

## 生平
劉澤熙是清朝廩貢。后留学日本法政大學。归国后，担任度支部候補主事。宣统年间，出任资政院议员。